# Bakó Mátyás
Bakó Mátyás (Szebény, 1908. október 1. – Pécs, 1986. október 23.) agrármérnök, kereszténydemokrata politikus.

## Életpályája

### Élete
A gazdálkodó Bakó Mátyás (1884–1949) és felesége, Karikás Anna (1889–1971) egyetlen gyermeke. Katolikus vallásban nevelkedett.
Az elemi elvégzése után, a pécsi, jezsuita Pius Katolikus Főgimnáziumában tanult és érettségizett. 1936-ban a Keszthelyi Agrártudományi Főiskolán mezőgazdasági mérnök szakképzettséget szerzett. 1939-ben katonaként részt vett a kárpátaljai bevonulásban.
Dolgozni 1937-ben kezdett el Kozármislenyben, mint intéző. Később Hetvehelyen, Sombereken, Bácsborsódon, Diósviszlón, Bátaszéken és Kálozon dolgozott hasonló beosztásokban. 1946 februárjától az Országos Földhivatal véméndi telepfelügyelője volt 1948 áprilisáig.

1980-ban tagja lett a Magyar Agrártudományi Egyesületnek.

### Politikai pályája
1946-ban belépett a Demokrata Néppártba. Pártja az 1947. évi parlamenti választások idején Baranya-Tolna választókerületben képviselőjelöltként indította. 1947. augusztus 31-i országgyűlési választásokon pótképviselővé választották. Matheovits Ferenc lemondása után 1949. január végén került be az Országgyűlésbe. A párt parlamenti frakciójának tagja, majd a Demokrata Néppárt frakciójának megszűnése után párton kívüli képviselőként foglalt helyet a parlamentben.

### Belső emigrációban
Képviselői megbízatásának lejárta és a Demokrata Néppárt felfüggesztett működése után már nem vállalt párttagságot. Így nem lépett be sem a Magyar Dolgozók Pártjába, sem a Magyar Szocialista Munkáspártba.
A fordulatot már nem élhette meg, így pártja, a Demokrata Néppárt újraszervezését sem. 1986. október 23-án hunyt el.

## Külső hivatkozások
- Az Országgyűlés almanachja 1947-1949, 27. o.
- Bakó Mátyás. Kereszténydemokrácia Tudásbázis, Barankovics István Alapítvány Archiválva 2014. október 15-i dátummal a Wayback Machine-ben